# Berberis thunbergii
Espèce
Classification phylogénétique
Berberis thunbergii, l'Épine-vinette de Thunberg ou Épine-vinette du Japon, est une espèce de plantes à fleurs de la faille des Berberidaceae. C'est un arbuste originaire du Japon, cultivée en Europe depuis 1864 à des fins ornementales.

## Description

### Appareil végétatif
L'arbuste mesure généralement entre 60 cm et 2 m de haut. Les feuilles caduques, parfois semi-persistantes, sont vertes ou pourpres selon la variété, et virent au rouge-orangé à l'automne.

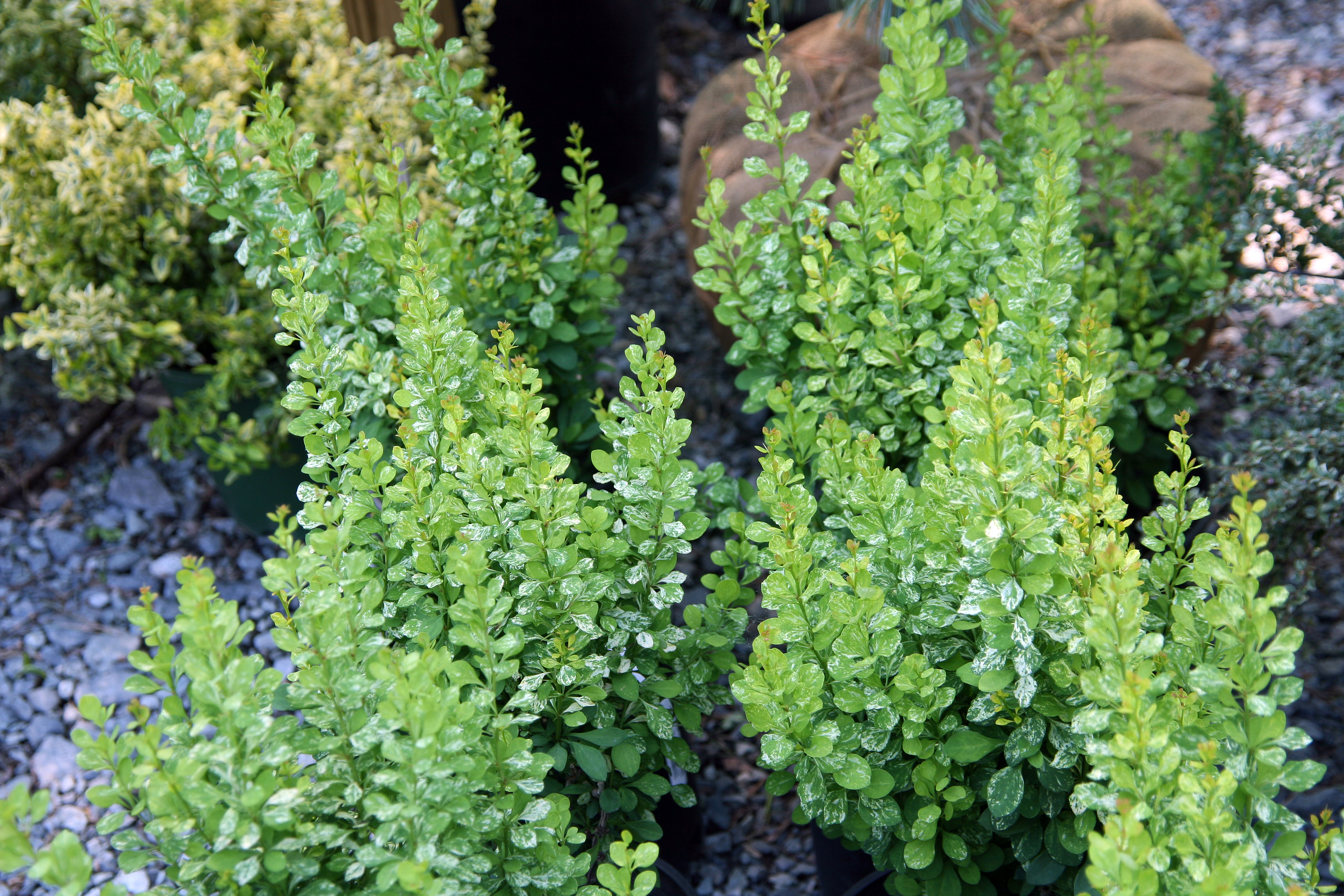
Jeune arbuste.
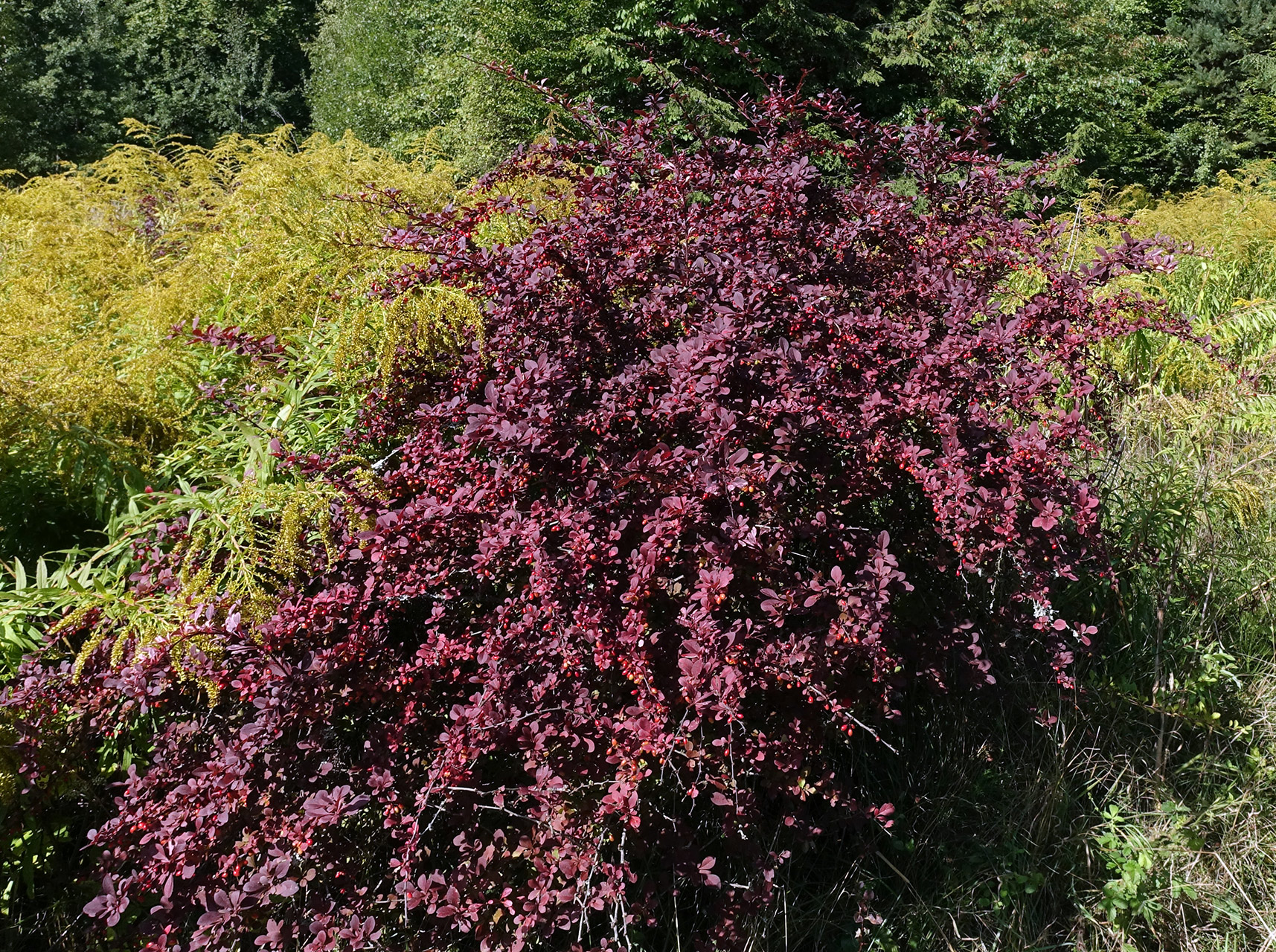
Arbuste mature.
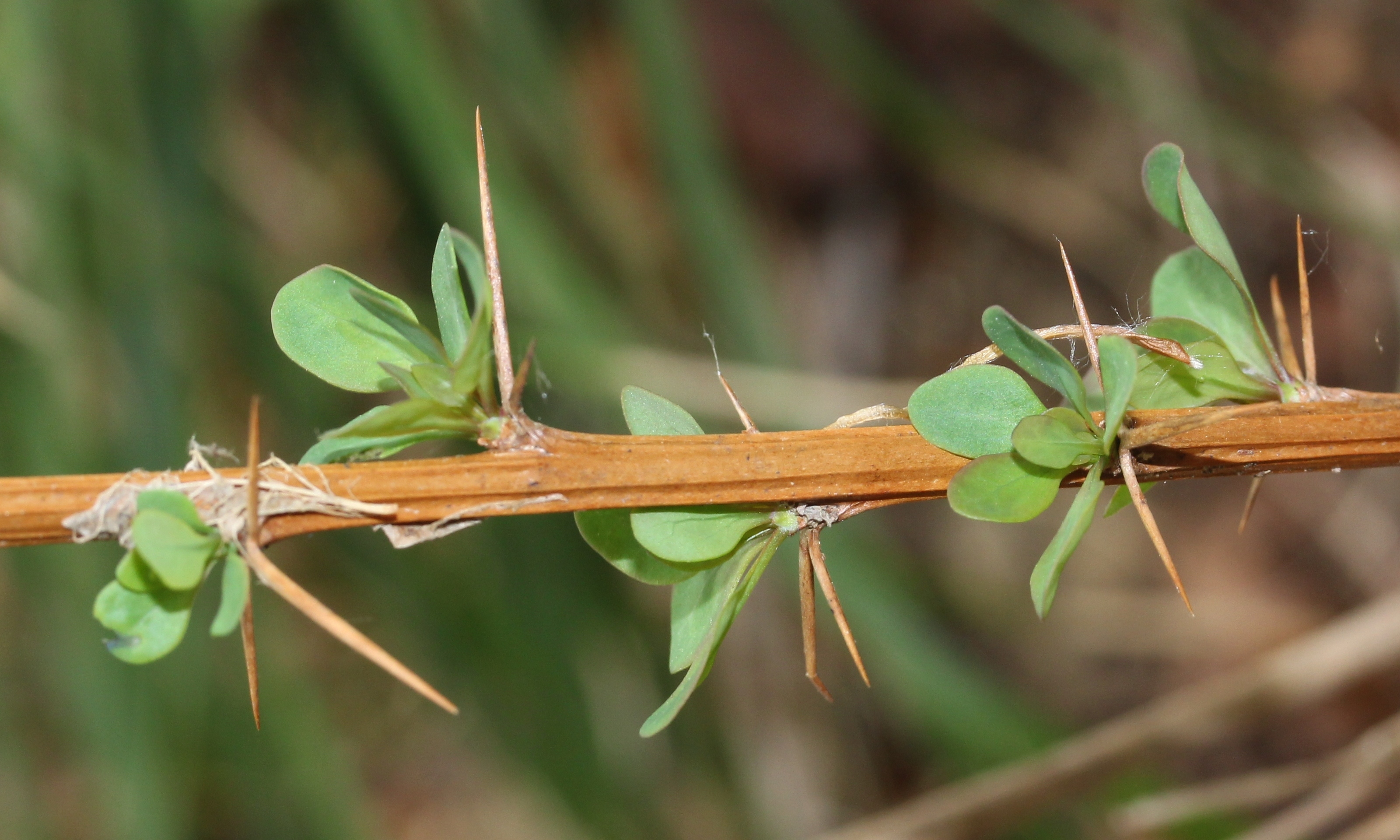
Tige épineuse.
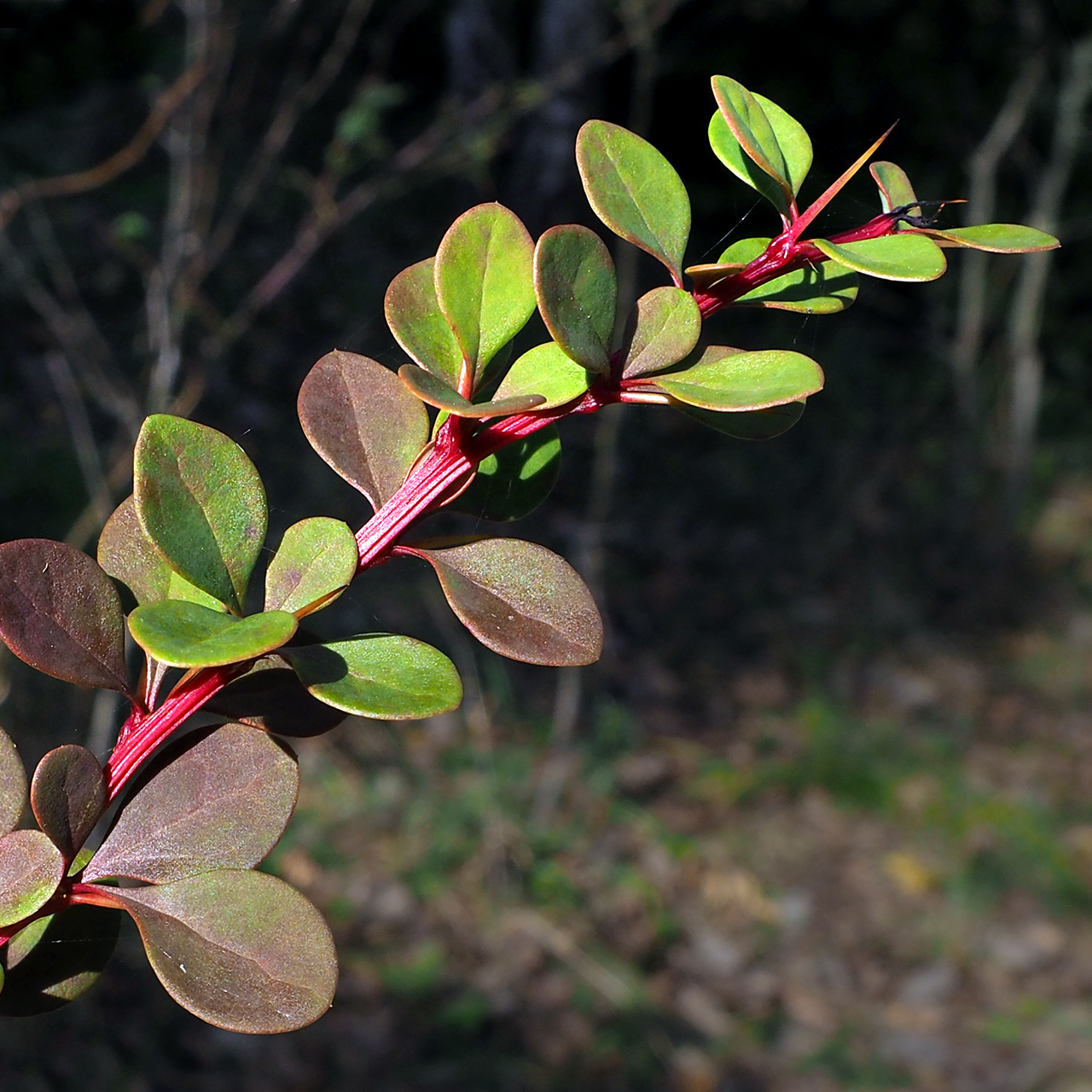
Rameau feuillus.
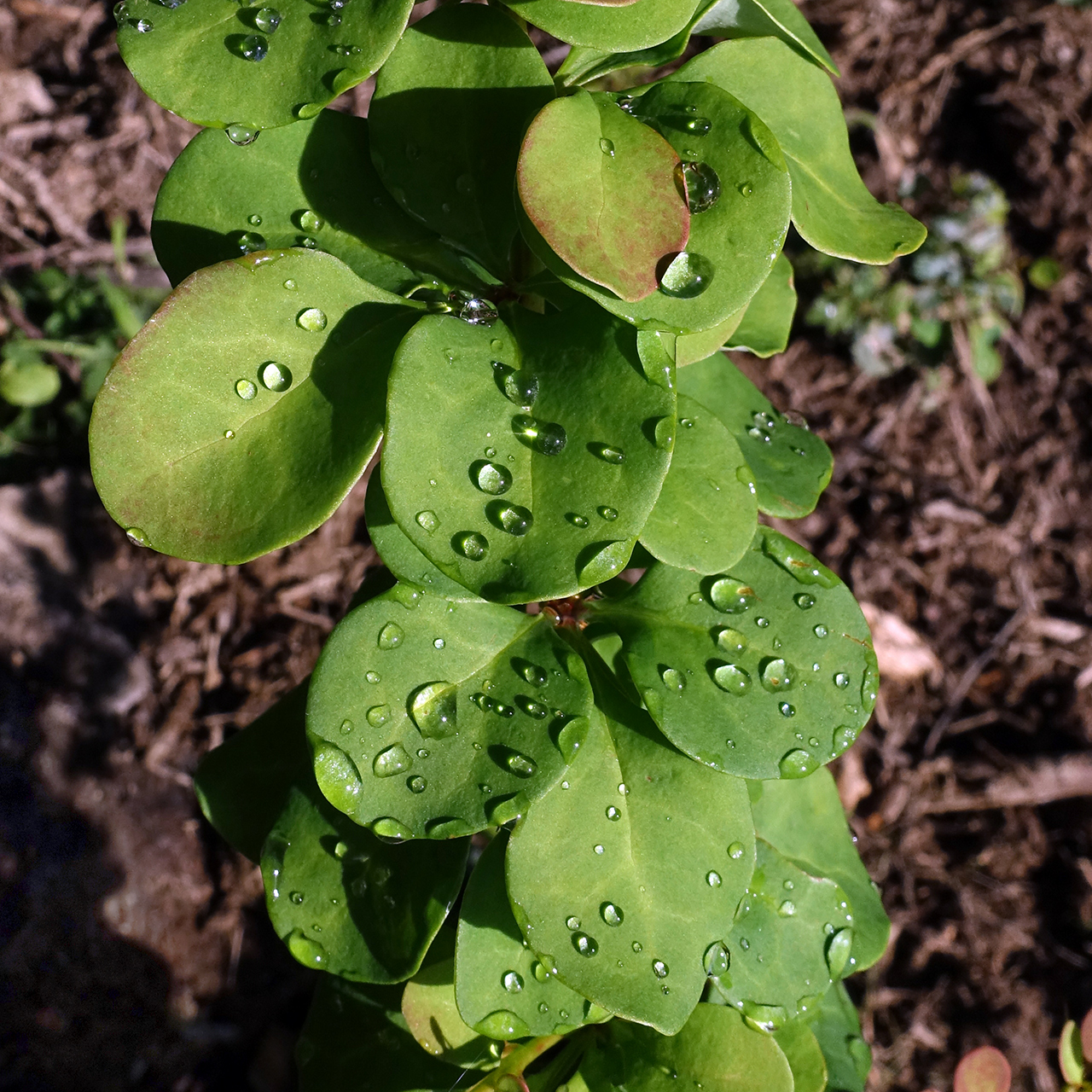
Feuille.

### Appareil reproducteur
Les fleurs jaunes apparaissent en juin, et ses petites baies, rouges, persistent en hiver.

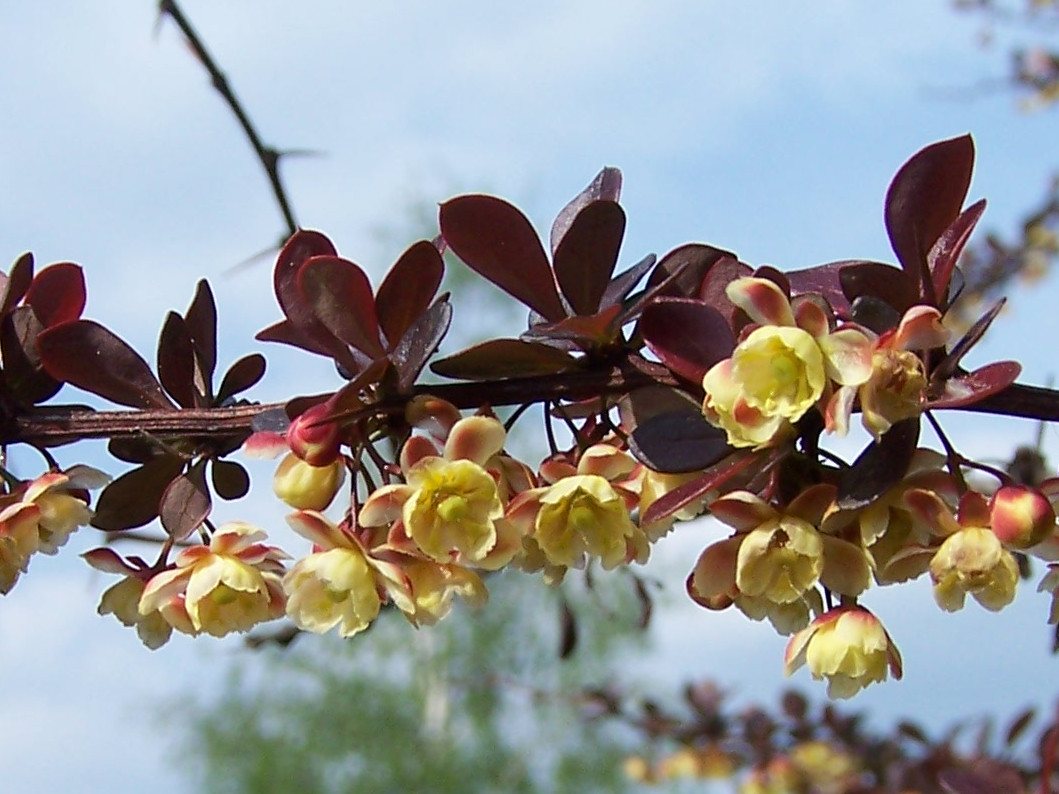
Fleurs.
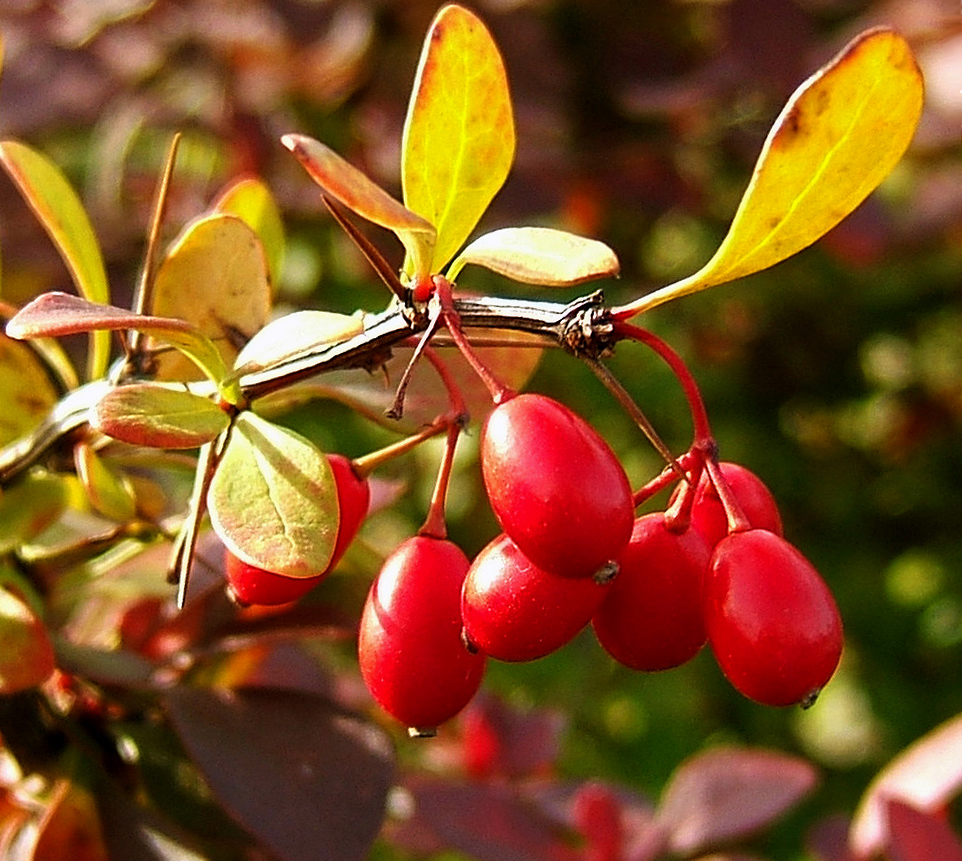
Fruits.
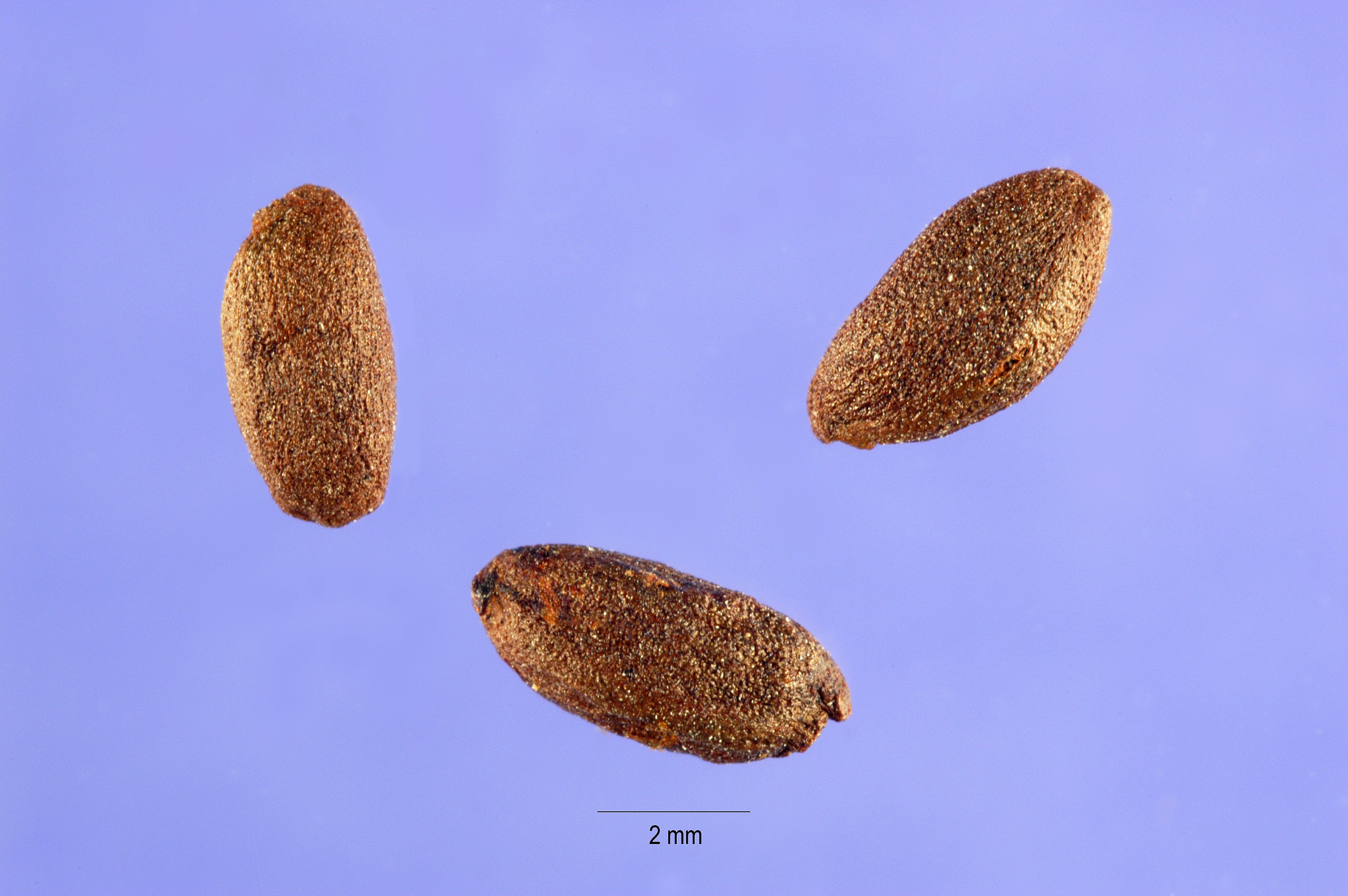
Graines.

## Habitat et distribution

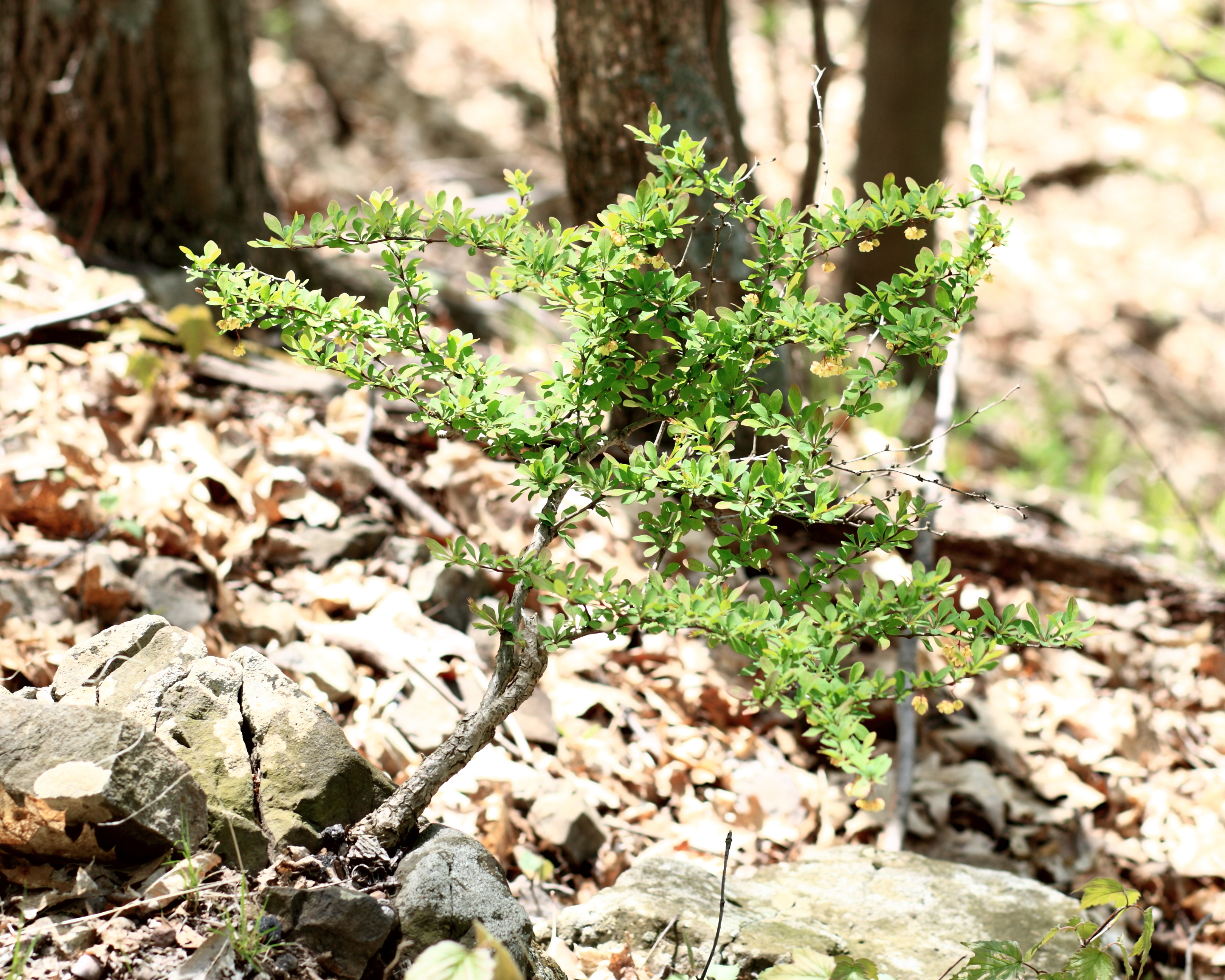
Berberis thunbergii subspontané à Penwood State Park.

L’Épine-vinette du Japon est présente en Amérique du Nord de la Caroline du Nord et du Tennessee jusqu’au Canada.

## Espèce envahissante

### Conséquences
L’Épine-vinette du Japon forme des bosquets denses en forêt qui modifient l'habitat de la faune locale et qui réduit l'espace disponible au sol. La chute des feuilles modifie la composition chimique du sol. De plus, l’épine-vinette du Japon est une espèce préoccupante pour la santé publique. Elle contribue à augmenter le nombre de tiques à pattes noires, qui peuvent transmettre la maladie de Lyme en cas de piqure, car ses buissons constituent un abri idéal pour la souris à pattes blanches, principale hôte des larves et nymphes de tiques à pattes noires. De plus, une densité élevée de cerf de virginie accentue aussi ce problème, puisque le cerf devient le principal hôte des tiques, une fois que ces dernières sont arrivées au stade adulte.

### Mesures d'éradication
Les petites populations les plants de petite taille ou les semis du sol humide peuvent être retirés afin de restreindre les cas d'envahissement et les plants de plus grande taille peuvent être déterrés en s'assurant de retirer toutes les racines.

## Utilisations

### Utilisations horticoles

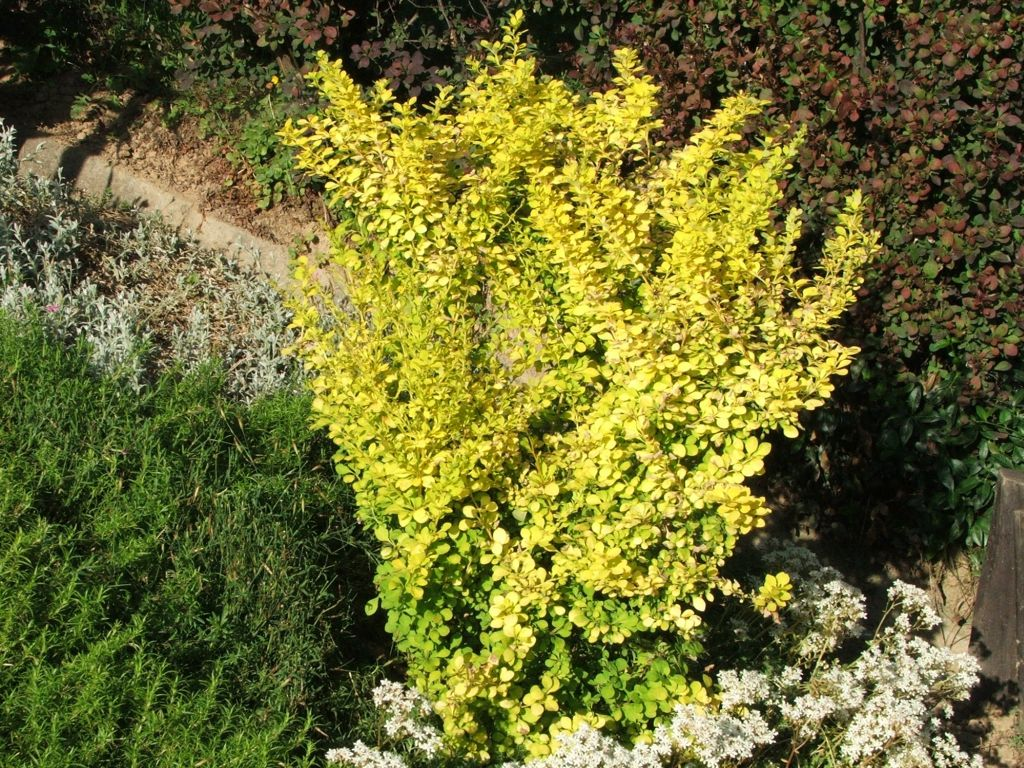
Cultivar 'Aurea'.

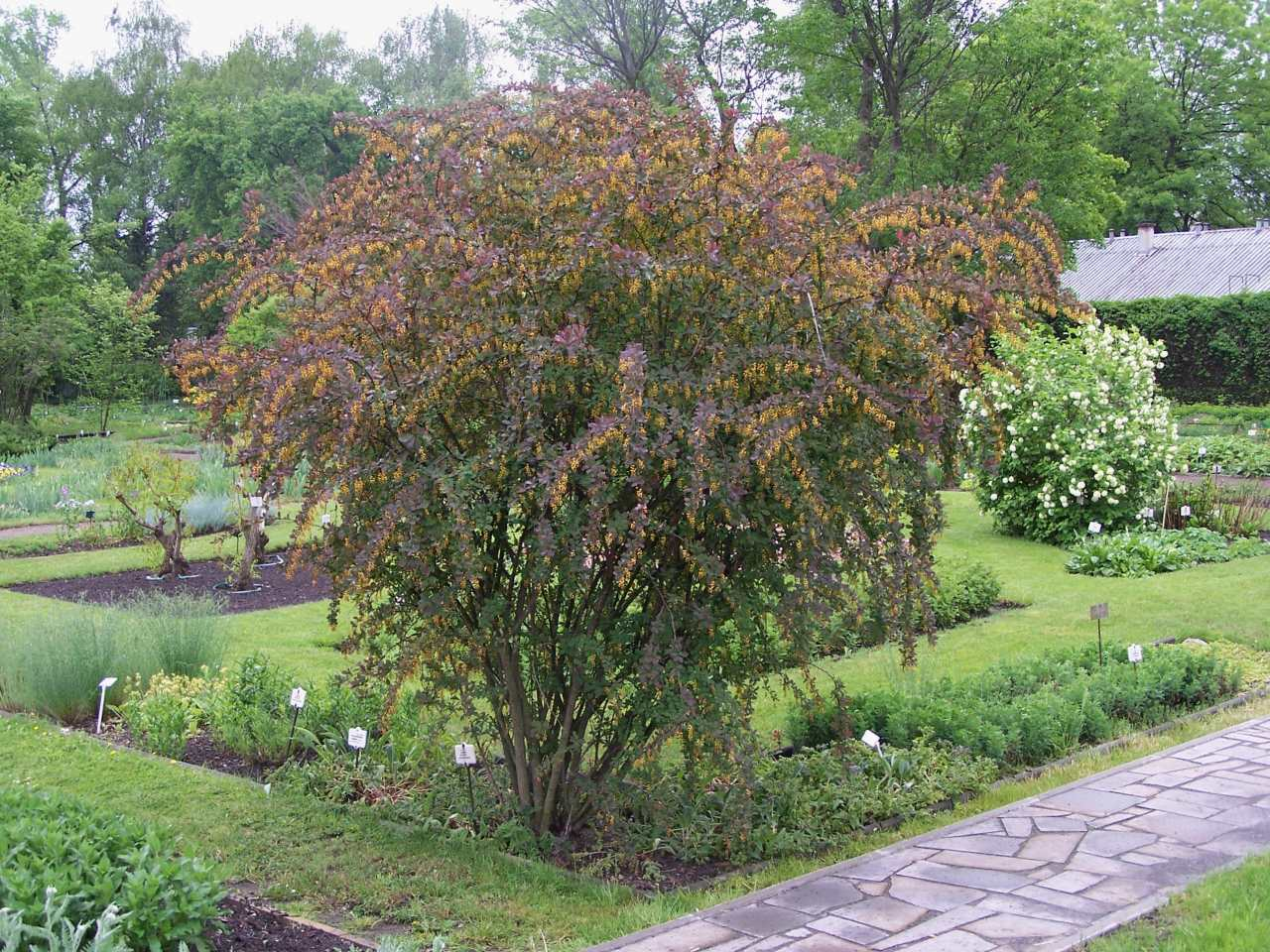
Cultivar 'Atropurpurea'.

L'Épine-vinette de Thunberg est utilisée comme plante ornementale.